# Aliança de l'Esquerra Democràtica
L'Aliança de l'Esquerra Democràtica (polonès Sojusz Lewicy Demokratycznej, SLD) és el partit polític socialdemòcrata polonès i fou fundat el 15 d'abril de 1999. La majoria dels seus membres procedien de la Socialdemocràcia de la República de Polònia (Socjaldemokracja Rzeczypospolitej Polskiej) i és membre de la Internacional Socialista. La SdRP i altres partits socialistes i socialdemòcrates van formar una coalició d'esquerres anomenada Sojusz Lewicy Demokratycznej (1991-1999). El 1999 la coalició va esdevenir un partit, però va perdre a alguns membres. La coalició va ser establerta per antics membres del Partit Obrer Unificat Polonès (Polska Zjednoczona Parti Robotnicza, PZPR), que va governar Polònia abans de 1989. El PZPR va ser un partit comunista, però avui dia la SLD és un partit socialdemòcrata favorable a l'ingrés de Polònia a la Unió Europea. Una coalició entre SLD i PSL ha governat Polònia entre 1993 i 1997.
A les eleccions parlamentàries poloneses de 2001 fou el partit més votat en formar coalició amb Unió del Treball. El president de la SLD era Wojciech Olejniczak, un jove exministre d'agricultura, cridat a reformar el partit, però el 2008 fou substituït per Grzegorz Napieralski. A les eleccions parlamentàries poloneses de 2007 formà part de la coalició Esquerra i Demòcrates, que va obtenir 53 escons però es va dissoldre a final de 2008 per diferències entre els seus membres.

## Resultats electorals

### Sejm
| Any  | Líder                   | Vots                | %                   | Escons    | +/– | Govern            |
| ---- | ----------------------- | ------------------- | ------------------- | --------- | --- | ----------------- |
| 1991 | Włodzimierz Cimoszewicz | 1,344,820           | 11.99 (#2)          | 60 / 460  | Nou | Oposició          |
| 1993 | Aleksander Kwaśniewski  | 2,815,169           | 20.41 (#1)          | 171 / 460 | 111 | Coalició          |
| 1997 | Włodzimierz Cimoszewicz | 3,551,224           | 27.13 (#2)          | 164 / 460 | 6   | Oposició          |
| 2001 | Leszek Miller           | Coalició SLD-UP     | Coalició SLD-UP     | 200 / 460 | 32  | Coalició          |
| 2005 | Wojciech Olejniczak     | 1,335,257           | 11.31 (#4)          | 55 / 460  | 145 | Oposició          |
| 2007 | Wojciech Olejniczak     | Dins LiD            | Dins LiD            | 40 / 460  | 15  | Oposició          |
| 2011 | Grzegorz Napieralski    | 1,184,303           | 8.24 (#5)           | 27 / 460  | 13  | Oposició          |
| 2015 | Leszek Miller           | Dins Esquerra Unida | Dins Esquerra Unida | 0 / 460   | 27  | Extraparlamentari |
| 2019 | Włodzimierz Czarzasty   | 2,319,946           | 12.56 (#3)          | 49 / 460  | 49  | Oposició          |

### Senat
| Any  | Vots                | %                   | Escons   | +/- | Govern            |
| ---- | ------------------- | ------------------- | -------- | --- | ----------------- |
| 1991 | 2,431,178           | 21.2                | 4 / 100  | 4   | Oposició          |
| 1993 | 4,993,061           | 35.7                | 37 / 100 | 33  | Coalició          |
| 1997 | 6,091,721           | 45.7                | 28 / 100 | 9   | Oposició          |
| 2001 | Coalició SLD-UP     | Coalició SLD-UP     | 70 / 100 | 42  | Coalició          |
| 2005 | 3,114,118           | 12.9                | 0 / 100  | 70  | Extraparlamentari |
| 2007 | Dins LiD            | Dins LiD            | 2 / 100  | =   | Oposició          |
| 2011 | 1,307,547           | 9.0                 | 2 / 100  | =   | Oposició          |
| 2015 | Dins Esquerra Unida | Dins Esquerra Unida | 0 / 100  | =   | Extraparlamentari |
| 2019 | 415,745             | 2.3                 | 2 / 100  | =   | Coalició          |

### Eleccions presidencials
| Any  | Candidat                         | 1a volta  | 1a volta   | 2a        | 2a         | Resultat |
| Any  | Candidat                         | Vots      | %          | Vots      | %          | Resultat |
| ---- | -------------------------------- | --------- | ---------- | --------- | ---------- | -------- |
| 1990 | Suport a Włodzimierz Cimoszewicz | 1,514,025 | 9,2 / 100  |           |            | Derrota  |
| 1995 | Aleksander Kwaśniewski           | 6,275,670 | 35,1 / 100 | 9,704,439 | 51,7 / 100 | Elegit   |
| 2000 | Suport a Aleksander Kwaśniewski  | 9,485,224 | 53,9 / 100 |           |            | Elegit   |
| 2005 | Suport a Marek Borowski          | 1,544,642 | 10,3 / 100 |           |            | Derrota  |
| 2010 | Grzegorz Napieralski             | 2,299,870 | 13,7 / 100 |           |            | Derrota  |
| 2015 | Suport a Magdalena Ogórek        | 353,883   | 2,4 / 100  |           |            | Derrota  |
| 2020 | Suport a Robert Biedroń          | 432,129   | 2,2 / 100  |           |            | Derrota  |

### Parlament Europeu
| Any  | Vots                     | %                        | Escons | +/– |
| ---- | ------------------------ | ------------------------ | ------ | --- |
| 2004 | 569,311                  | 9.4 (#5)                 | 5 / 54 | 5   |
| 2009 | 908,765                  | 12.3 (#3)                | 7 / 50 | 2   |
| 2014 | 667,319                  | 9.4 (#3)                 | 5 / 51 | 2   |
| 2019 | Dins la Coalició Europea | Dins la Coalició Europea | 5 / 51 | =   |